# Романов, Александр Георгиевич
Алекса́ндр Гео́ргиевич Рома́нов (25 августа 1912 — 21 июня 1938) — лётчик-доброволец, лейтенант авиации, участник гражданской войны в Испании 1936—1939 годов.
Герой Советского Союза (1938, посмертно).

## Биография
Александр Романов родился в селе Медведское Томской губернии в семье кузнеца. По национальности — русский. После окончания семи классов школы работал трактористом в колхозе. Был секретарём комсомольской ячейки тракторной колонны.
Романов с юности мечтал стать лётчиком. В 1931 году он окончил Новосибирскую школу пилотов Осоавиахима, после чего учился в 1-й Западно-Сибирской школе гражданской авиации (Новосибирск).
В 1932 году он был призван в ряды Красной Армии. В 1933 году Романов окончил Сталинградскую школу военных лётчиков, после чего поступил на службу в 35-й истребительной эскадрилье 56-й истребительной авиационной бригады Киевского военного округа. В 1936 году — инспектор по технике пилотирования 35-й истребительной авиационной эскадрильи в этой бригаде. Кандидат в члены ВКП(б).
С 26 марта 1938 года Александр Георгиевич участвовал в национально-революционной войне в Испании. Летал на И-15, отличился 7 июня 1938 года в воздушном бою с семью самолётами Messerschmitt Bf.109, сбив один из них.
21 июня 1938 года Александр Романов погиб при аварии самолёта. Похоронен в Испании у населённого пункта Вильярде-Ольмос.
14 ноября 1938 года указом Президиума Верховного Совета СССР, за мужество и героизм, проявленные при выполнении интернационального долга, лейтенанту Александру Георгиевичу Романову было посмертно присвоено звание Героя Советского Союза.

## Награды
- Герой Советского Союза (посмертно), с вручением ордена Ленина (4 ноября 1938 года).

## Память
- Бюст Героя установлен в городе Черепаново Новосибирской области.
- Имя Героя Советского Союза Александра Романова носит улица в городе Черепаново.